# 小行星19183
小行星19183（19183 Amati）是一颗绕太阳运转的小行星，为主小行星带小行星。该小行星于1991年10月5日发现。

## 轨道参数
小行星19183的轨道半长轴为2.6626706 UA，离心率为0.182。